# Spadella moretonensis
Spadella moretonensis är en djurart som tillhör fylumet pilmaskar, och som beskrevs av Johnson och Taylor 1920. Spadella moretonensis ingår i släktet Spadella och familjen Spadellidae. Inga underarter finns listade i Catalogue of Life.